# Caltanissetta
Caltanissetta – miasto i gmina we Włoszech, w regionie Sycylia, w prowincji Caltanissetta.

## Dane ogólne
Ośrodek przemysłu maszynowego, chemicznego, spożywczego. W okolicach Caltanissetty wydobycie siarki i soli potasowych.
W 1980 roku miasto liczyło 62,1 tys. mieszkańców.
W mieście znajduje się stacja kolejowa Caltanissetta Centrale.

## Zabytki
- ruiny zamku Pietrarossa z XI wieku
- katedra z XVI - XVII wieku
- pałac Moncada z XVII wieku
- romański kościół Santo-Spirito

## Miasta partnerskie
- Rochester, Stany Zjednoczone
- Cittanova, Włochy

## Galeria zdjęć

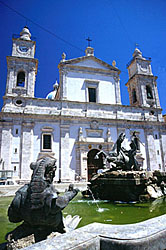
Katedra
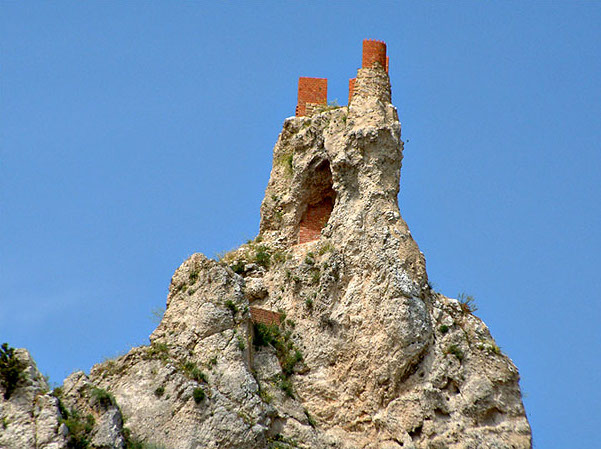
Zamek Pietrarossa
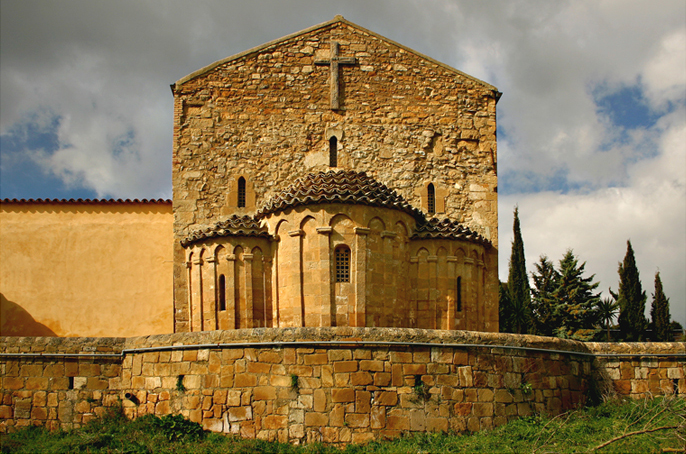
Kościół Santo-Spirito